# En la caja
En la caja (emitido desde el 29 de junio de 2014 hasta el 30 de agosto de 2015) fue un programa televisivo dentro de la categoría reportaje/documental emitido por la cadena de televisión española Cuatro. El programa consiste en que un periodista o personaje público llega en una caja de madera en un lugar desconocido y graban momentos inéditos mostrando aspectos del lugar y cual es su opinión al respecto sin estar influenciado por nada exterior.

## Personajes y lugares
- Pedro García Aguado - Barriada El Principe.
- Juanra Bonet - Marinaleda
- Pedro García Aguado - Magaluf
- Risto Mejide - Femen
- Mercedes Milá - Cienciología
- Miguel Martín - El inculto al cuerpo
- Juanra Bonet - El mundo vegano

## Audiencias
| Temporada | Temporada | Episodios | Estreno             | Final                 | Audiencia media | Audiencia media | Audiencia media |
| Temporada | Temporada | Episodios | Estreno             | Final                 | Espectadores    | Cuota           |                 |
| --------- | --------- | --------- | ------------------- | --------------------- | --------------- | --------------- | --------------- |
|           | 1         | 7         | 29 de junio de 2014 | 14 de octubre de 2014 | 1 039 000       | 6,2%            |                 |
|           | 2         | 7         | 10 de junio de 2015 | 30 de agosto de 2015  | 785 000         | 4,9%            |                 |

### Temporada 1 (2014)
| N.º (serie) | N.º (temp.) | Título                                 | Fecha de emisión         | Audiencia        |
| ----------- | ----------- | -------------------------------------- | ------------------------ | ---------------- |
| 1           | 1           | «Pedro García Aguado (El Príncipe)»    | 29 de junio de 2014      | 1 011 000 (7,0%) |
| 2           | 2           | «Juanra Bonet (Marinaleda)»            | 6 de julio de 2014       | 1 104 000 (7,7%) |
| 3           | 3           | «Pedro García Aguado (Magaluf)»        | 9 de septiembre de 2014  | 1 152 000 (7,2%) |
| 4           | 4           | «Risto Mejide (Femen)»                 | 16 de septiembre de 2014 | 917 000 (5,2%)   |
| 5           | 5           | «Mercedes Milá (Cienciología)»         | 30 de septiembre de 2014 | 1 201 000 (6,5%) |
| 6           | 6           | «Miguel Martín (El inculto al cuerpo)» | 7 de octubre de 2014     | 860 000 (4,6%)   |
| 7           | 7           | «Juanra Bonet (Crudiveganos)»          | 14 de octubre de 2014    | 1 029 000 (5,4%) |

### Temporada 2 (2015)
| N.º (serie) | N.º (temp.) | Título                                                | Fecha de emisión     | Audiencia        |
| ----------- | ----------- | ----------------------------------------------------- | -------------------- | ---------------- |
| 8           | 1           | «Sor Lucía Caram (Lujo desmedido)»                    | 10 de junio de 2015  | 1 175 000 (6,1%) |
| 9           | 2           | «Pedro García Aguado (Macrobotellón)»                 | 17 de junio de 2015  | 843 000 (4,4%)   |
| 10          | 3           | «Jesús Cintora (Fondos buitre)»                       | 24 de junio de 2015  | 699 000 (4,0%)   |
| 11          | 4           | «Adela Úcar (Parejas de hecho)»                       | 16 de agosto de 2015 | 638 000 (5,4%)   |
| 12          | 5           | «Jesús Cintora (Violencia en la sanidad y educación)» | 23 de agosto de 2015 | 502 000 (4,0%)   |
| 13          | 6           | «Adela Úcar (Prostitución)»                           | 30 de agosto de 2015 | 855 000 (5,7%)   |